# I cartoni dello Zecchino d'Oro
I cartoni dello Zecchino d'Oro è una serie di cortometraggi musicali (o videoclip) a disegni animati ideata da Paolo Zavallone nel 1996 e realizzata nel 2000 dalla de Mas & Partners, prodotti da Antoniano Production e Rai Fiction e distribuiti da Warner Home Video (anche tramite la rivista TV Sorrisi e Canzoni).
Questi corti offrono una interpretazione animata che presenti lo sfondo musicale costituito dalle canzoni dello Zecchino d'Oro cantate da bambini del Piccolo Coro "Mariele Ventre" dell'Antoniano. Furono inizialmente trasmessi su Rai Uno, e dal 2010 anche su Rai YoYo, in seguito ne è stata edita la versione in formato VHS e DVD. Tra il 2012 e il 2016 sono stati pubblicati anche sul canale YouTube dell'Antoniano di Bologna e nel 2019 sulla playlist del canale inglese Talking Tom Heroes.

## Caratteristiche
Il disegno animato si compone di diciotto serie di video, per un totale di 234 clip della durata di due minuti e trenta secondi circa ciascuno. Nel 2008 è stata prodotta una nuova edizione dei volumi usciti fino a quel momento, con tracklist leggermente diverse da quelle originali.
Per realizzare questi video musicali sono state impiegate le varie tecniche permesse dall'animazione: in tecnica bidimensionale, tridimensionale, flash, o plastilina; lo stile di disegno impiegato non presenta alcuna omogeneità, grazie alle libere interpretazioni dei vari autori che vi hanno lavorato.
Fra gli animatori spiccano i nomi di Bruno Bozzetto, Pierluigi de Mas, Ro Marcenaro e Maurizio Forestieri. 
L'Antoniano riferisce di circa un milione di copie vendute complessivamente.
Nel 2006 invece esce il rip-off Cartoni e Canzoni.

## Prima edizione

### Volume 1 (2000)
Il primo volume è uscito nel 2000. Nell'introduzione della sigla iniziale c'è un simpatico jolly, che entra nei titoli delle canzoni (tranne nella canzone "Ho visto un re", perché sta sul cartone animato della canzone), mentre nella sigla di chiusura c'è un trenino con all'interno i titoli di coda. Le successive ristampe presentano la sigla dei prossimi volumi e delle chiacchiere degli strumenti relative a queste canzoni. 
1. Il torero Camomillo (Franco Maresca/Mario Pagano)
2. Popoff (Anna Benassi/Paolo Gualdi, Mario Pagano)
3. Il valzer del moscerino (Laura Zanin/Adriano Della Giustina)
4. Il lungo, il corto il pacioccone (Leo Chiosso/Gorni Kramer)
5. Il coccodrillo come fa? (Oscar Avogadro/Pino Massara)
6. Il pulcino ballerino (Franco Maresca/Mario Pagano)
7. Quarantaquattro gatti (Giuseppe Casarini)
8. Monta in mountain-bike (Vittorio Sessa Vitali/Renato Pareti)
9. Il caffè della Peppina (Tony Martucci/Alberto Anelli)
10. Volevo un gatto nero (Franco Maresca, Armando Soricillo/Mario Pagano)
11. Ho visto un re (Bruno Fulvio Tibaldi)
12. Gugù bambino dell'età della pietra (Carlo Ermanno Trapani/Augusto Martelli)

### Volume 2 (2001)
A partire da questo volume, la sigla inizia con i riflettori che si accendono e mostra una band jazz/rock formata da Drumy la batteria, Saxy il sassofono (doppiati da Davide Garbolino) Guity la chitarra (doppiata da Elda Olivieri) e Tasty la tastiera (doppiato da Enrico Maggi) che si uniscono suonando mentre Tasty digita il logo ("I cartoni dello Zecchino d'Oro", nei prossimi volumi e nelle ristampe del primo volume compare invece il titolo corretto, "Le canzoni dello Zecchino d'Oro"). Dopodiché il pubblico applaude e loro iniziano a parlare di un argomento a volte divertente e a volte brutto che riguarda una canzone, e uno dei 4 strumenti suona un motivo che digita il titolo della canzone in una croma. Alla fine di un videoclip appare l'autore e successivamente i titoli delle canzoni (con la stessa musica riprodotta alla fine delle canzoni nel precedente volume) e così via. Alla fine dell'ultima canzone gli strumenti suonano una versione abbreviata della sigla iniziale, seguito dal pubblico che applaude e in seguito appaiono i titoli di coda. L'autore dei videoclip delle canzoni è Pierluigi de Mas. 
1. La mia bidella Candida (Gian Pietro Pendini)
2. Mitico angioletto (Maria Francesca Polli, Franco Fasano/Franco Fasano)
3. Dagli una spinta (Dante Panzuti, Pinchi/Nino Casiroli)
4. Il katalicammello (Franco Fasano, Gianfranco Grottoli, Andrea Vaschetti)
5. Non lo faccio più (Antonietta De Simone/Edilio Capotosti)
6. La giacca rotta (Paola Pitagora/Mario Pagano)
7. Corri topolino (Francesco Rinaldi)
8. Nonno Superman (Salvatore De Pasquale)
9. Cocco e Drilli (Walter Valdi)
10. La sveglia birichina (Luciano Beretta, Giulio Cadile/Franco Reitano, Mino Reitano)
11. Fammi crescere i denti davanti (Giuseppe Pittari/Aldo Rossi)
12. Batti cinque (4/4 quarti di silenzio) (Emilio Di Stefano/Franco Fasano)
13. Il batterista (Rossella Conz, Maria Cristina Misciano/Pino Massara)

### Volume 3 (2002)
1. La zanzara (Paola Pitagora, Franco Maresca/Mario Pagano)
2. Per un ditino nel telefono (Luciano Beretta/Adriano Della Giustina)
3. Il topo Zorro (Leo Chiosso/Maria Venturi, Arrigo Amadesi)
4. Metti la canottiera (Vito Pallavicini/Pino Massara)
5. Cane e gatto (Francesco Rinaldi)
6. Coccole! (Monica Pipino)
7. Il pinguino Belisario (Franco Maresca/Mario Pagano)
8. Scacco matto! (Mario Manasse/Marco Mojana)
9. Il topo con gli occhiali (Vittorio Sessa Vitali/Renato Pareti)
10. La barchetta di carta (Biba Benussi, Vlado Benussi)[2]
11. Balalaika magica (Salvatore De Pasquale, Aleksej Andrijanov/Salvatore De Pasquale)[3]
12. La tartaruga sprint (Walter Valdi/Alberto Testa)
13. Ciribiricoccola (Virginio Capitini/Gualtiero Malgoni)

### Volume 4 (2003)
1. Lo stelliere (Edoardo Bennato, Gino Magurno, Ornella Della Libera)
2. Samurai (Fernando Rossi Ryōhei Hirose)
3. Il cuoco pasticcione (Mario Manasse/Marco Mojana)
4. Lumacher (Gianfranco Grottoli, Andrea Vaschetti)
5. Il mio dentino dondola (Vittorio Sessa Vitali/Adriano Della Giustina)
6. Per un bicchier di vino (Ermanno Parazzini/Gian Pietro Marazza)
7. Il ramarro con tre erre (Franco Fasano, Gianfranco Grottoli, Andrea Vaschetti)
8. Annibale (Stefano Righi, Stefano Rota)
9. Le api del convento (Luciano Beretta/Riccardo Vantellini)
10. Il singhiozzo (Maria Francesca Polli/Franco Fasano)
11. Torero al pomodoro
12. E ciunfete... nel pozzo (Alberto Testa/Gorni Kramer)
13. È fuggito l'agnellino (Ellix Bellotti/Leo Ceroni)

### Volume 5 (2004)
1. Le tagliatelle di nonna Pina (Gian Marco Gualandi)
2. Barabà, Ciccì e Coccò (Vittorio Sessa Vitali/Renato Pareti)
3. Il cane capellone (Laura Zanin/Federico Bergamini)
4. Mio fratello (Fabrizio Palaferri/Eugenio Mori, Daniele Moretto, Leandro Misuriello)
5. Coriolano, l'allegro caimano (Vittorio Sessa Vitali/Vittorio Buffoli)
6. Un giallo in una mano (Vittorio Sessa Vitali/Corrado Castellari, Norina Piras)
7. La slitta vagabonda (Maurizio D'Adda/Franco Spadavecchia, Sergio Chiesa)
8. E l'arca navigava (Carlo Ermanno Trapani/Sandro Giacobbe)
9. Marcobaleno (Maria Francesca Polli/Roby Facchinetti)
10. La gallina brasiliana (Bruno Lauzi/Riccardo Zara)
11. L'astronave di Capitan Rottame (Mario D'Alessandro/David Sabiu)
12. La guerra dei mutandoni (Gabriele Baldoni/Raniero Gaspari)
13. I tre pagliacci (Sandro Tuminelli/Jacqueline Perrotin)

### I Migliori Cartoni Dello Zecchino D'Oro (2004)
1. Cocco e Drilli (Walter Valdi)
2. Popoff (Anna Benassi/Paolo Gualdi, Mario Pagano)
3. Il katalicammello (Franco Fasano, Gianfranco Grottoli, Andrea Vaschetti)
4. La sveglia birichina (Luciano Beretta, Giulio Cadile/Franco Reitano, Mino Reitano)
5. Cane e gatto (Francesco Rinaldi)
6. Samurai (Fernando Rossi Ryōhei Hirose)
7. La giacca rotta (Paola Pitagora/Mario Pagano)
8. Il cuoco pasticcione (Mario Manasse/Marco Mojana)
9. Per un ditino nel telefono (Luciano Beretta/Adriano Della Giustina)
10. Metti la canottiera (Vito Pallavicini/Pino Massara)
11. Coccole! (Monica Pipino)
12. Quarantaquattro gatti (Giuseppe Casarini)

### Volume 6 (2005)
1. Il gatto puzzolone
2. Il pistolero
3. L'ocona sgangherona
4. Il pianeta grabor
5. Lo zio be'
6. Alì babà
7. La nonna di beethoven
8. La nina, la pinta e la santa maria
9. Scuola rap
10. Il casalingo
11. Emilio
12. La torta di pere e cioccolato
13. Siamo le note

## Nuova edizione

### Volume 7 - Wolfango Amedeo
1. Wolfango Amedeo (Vittorio Sessa Vitali/Franco Fasano)
2. Il tip tap del millepiedi (Gianfranco Grottoli, Andrea Vaschetti, Giuseppe Tucci)
3. L'amico mio fantasma (Mario Gardini/Giovanni Paolo Fontana, Roberto De Luca)
4. Lo scriverò nel vento
5. L'orso canterino
6. Ma va là
7. È solo un gioco (Maria Francesca Polli/Franco Fasano)
8. Il drago raffreddato (Paolo Vallerga/Marco Bigi)
9. La dottoressa Lulù
10. Crock, Shock, Brock, Clock (Fabrizio Palaferri/Siro Merlo)
11. Bambinissimi papà (Lino Banfi/Augusto Martelli)
12. Il bullo citrullo (Giovanni Paolo Fontana, Alberto Pellai/Giovanni Paolo Fontana, Roberto De Luca)
13. Amici per la pelle (Maria Francesca Polli/Franco Fasano)

### Volume 8 - Il tortellino
1. Pigiama party
2. Tito e Tato (Vittorio Sessa Vitali/Renato Pareti)
3. Il maggiolino Cicciaboccia (Gloria Bonaveri, Guido Mandreoli/Alessandro Margozzi)
4. La danza di Rosinka
5. Tutti a tavola (Felice Di Salvo/Roberto Pacco)
6. Il mare sa parlare (Vittorio Sessa Vitali/Corrado Castellari, Melody Castellari)
7. Ti faccio la foto (Andrea Ballabio, Lorenzo Rossi)
8. La doccia col cappotto (Franco Fasano, Italo Ianne)
9. Ma che mondo l'acquario! (Franco Fasano, Gianfranco Grottoli, Andrea Vaschetti)
10. La mia ombra (Vittorio Sessa Vitali/Corrado Castellari, Melody Castellari)
11. Il tortellino (Tiziana Di Tullio, Alessandro Visintainer/Alessandro Visintainer)
12. Skamaleonte (Gianfranco Grottoli, Andrea Vaschetti)
13. Messer Galileo (Marco Iardella)

### Volume 9 - Radio Criceto 33
1. Il cammello con tre gobbe
2. Io sono un aquilotto
3. La scimmia, la volpe e le scarpe
4. Libus (Paolo Frola)
5. La lumaca Elisabetta (Antonio Gaspare Bonura)
6. Un punto di vista strambo (Flavio Conforti)
7. Filastrocche e tiritere (Dolores Olioso)
8. Mosca (Riccardo Lasero)
9. Rokko cavallo brocco (Gianfranco Grottoli, Andrea Vaschetti)
10. Tartarumba (Antonio Buldini)
11. Il gatto mascherato (Paolo Audino/Amedeo Minghi)
12. Un topolino, un gatto e... un grande papà (Maria Letizia Amoroso)
13. Radio Criceto 33 (Massimo Mazzoni/Giancarlo Di Maria)

### Volume 10 - Un Principe, un lupo
1. Il blues del manichino (Leonardo Veronesi, Giuseppe Di Marco)
2. Il mio nasino (Sergio Iodice/Piero Braggi)
3. Il sirtaki di Icaro
4. La ballata del principe azzurro (Alessandro Cavazza/Claudio Napolitano, Michele Napolitano)
5. La banda sbanda (Carmine Spera/Giuseppe De Rosa)
6. Io più te fa noi
7. Le note son bambine
8. 7 (Carmine Spera/Carmine Spera, Lorenzo Natale)
9. W la neve (Mario Manasse/Marco Mojana)
10. Lupo Teodoro (Carmine Spera, Ilenia Navarra/Carmine Spera)
11. Il canto del gauchito
12. Quello che mi aspetto da te (Gian Marco Gualandi)
13. Cerco il tuo colore (Classe V della Scuola Elementare "Gianni Rodari" di Gattolino/Siro Merlo)

### Volume 11 - Christmas Collection
1. Buon Natale in allegria
2. Anche quest'anno è già Natale
3. Tu scendi dalle stelle
4. Gioia nel mondo
5. Santa notte
6. Una notte speciale
7. Lascia che nevichi (Let it snow)
8. Adeste fideles
9. Ginge rock
10. Una notte senza età
11. Happy Xmas (War is over)
12. Jingle Bells
13. Bianco Natale

### Volume 12 - Edizione 2015
1. Tutanc'mon
2. Resterà con te (Gerardo Attanasio/Giuseppe De Rosa)
3. Prendi un'emozione (Lodovico Saccol)
4. Zombie vegetariano (Frankie hi-nrg mc)
5. Il rompigatto (Mario Gardini/Ernesto Gilberto Migliacci, Andrea Casamento)
6. Il contrabbasso (Gerardo Attanasio, Carmine Spera/Giuseppe De Rosa)
7. Le parce que des pourquoi
8. Il gonghista (Leonardo Frattini)
9. Cavoli a merenda (Herbert Bussini/Valerio Baggio)
10. Un giorno a colori (Stefano Mazzesi/Enzo Setteducati, Giuseppe Bellettini)
11. Le impronte del cuore (Alberto Pellai/Giovanni Paolo Fontana, Roberto De Luca)
12. Una commedia divina (Arianna Caldarella/Corrado Neri)
13. Quarantaquattro gatti (Remastered) (G. Casarini)

### Volume 13 - Edizione 2016
1. Cerco un circo (Paolo Buconi)
2. Raro come un diamante (Stefano Rigamonti)
3. Pikku Peikko
4. Saro (Maria Letizia Amoroso, Franco Fasano)
5. Il dinosauro di plastica (Luca Tozzi)
6. Kyro (Emilio Di Stefano/Marco Iardella)
7. Choof the Train
8. Dove vanno i sogni al mattino (Mario Gardini/Giuseppe De Rosa)
9. La vera storia di Noè (Alberto Zeppieri/Lelio Luttazzi)
10. Quel bulletto del carciofo (Serena Riffaldi/Giuseppe De Rosa)
11. Per un però (Carmine Spera/Giuseppe De Rosa)
12. L'orangotango bianco (Ernesto Gilberto Migliacci, Andrea Casamento)
13. Le tagliatelle di nonna Pina (Remastered) (Gian Marco Gualandi)

### Volume 14 - Edizione 2017
1. L'anisello Nunù (Carmine Spera)
2. Ninna nanna di sua maestà (Michele Erba)
3. Il pescecane (Solo un ciao) (Mario Gardini/Marco Iardella)
4. La ballata dei calzini spaiati (Luca Tozzi)
5. Mediterraneamente (Giuliano Ciabatta)
6. Radio giungla (Franco Fasano, Gianfranco Grottoli, Andrea Vaschetti)
7. Gualtiero dei mestieri (Frankie hi-nrg mc/Stefano Barzan)
8. Sì, davvero mi piace! (Lodovico Saccol)
9. Un nuovo giorno (Lo senti anche tu) (Mario Gardini/Giuseppe De Rosa)
10. Bumba e la Zumba (Alberto Zeppieri/Bobby Solo)
11. Canzone scanzonata (Carmine Spera, Flavio Careddu, Herbert Bussini, Valerio Baggio)
12. Una parola magica (Stefano Rigamonti)
13. Goccia dopo goccia (Emilio Di Stefano/Franco Fasano)

### Volume 15 - Edizione 2018
1. Me la faccio sotto (Maria Elena Rosati/Lorenzo Tozzi)
2. Meraviglioso è (Stefano Rigamonti)
3. La banda della pastasciutta (Davide Capotorto, Alessandro Augusto Fusaro)
4. La cicala latina (Antonio Buldini, Franco Fasano)
5. Nero nero (Carmine Spera, Flavio Careddu/Herbert Bussini, Valerio Baggio)
6. Metti avanti il cuore (Gianfranco Grottoli, Andrea Vaschetti, Giuseppe De Rosa)
7. Napoleone va in pensione (Valeria Bolani/Alessandro Visintainer)
8. Toro Loco (Alberto Pellai, Paolo D'Errico, Angelo Ceriani)
9. Chi lo dice che (Vittorio Sessa Vitali/Renato Pareti)
10. Daria (Matteo Cocconcelli, Andrea Bettelli)
11. La rosa e il bambino (Mario Gardini/Giuseppe De Rosa)
12. La marmellata innamorata (Luca Dettori, Elio Satta/Mario Chessa)
13. Lettera a Pinocchio (M. Panzeri)

### Volume 16 - Edizione 2019
1. Il bombo (Alberto Pellai/Paolo D'Errico, Angelo Ceriani)
2. L'inno del girino (Silvestro Longo/Franco Fasano)
3. Skodinzolo (Franco Fasano, Gianfranco Grottoli, Andrea Vaschetti, Giuseppe De Rosa)
4. Tosse (Antos Zarrillo Maietta)
5. Non capisci un tubo (Carmine Spera, Flavio Careddu/Giuseppe De Rosa)
6. 'O tucano goleador (Luca Tozzi, Nadia Borgognoni)
7. I pesci parlano (Valerio Ciprì/Valerio Baggio)
8. Un principe blu (Carmine Spera, Flavio Careddu)
9. Acca (Flavio Careddu, Irene Menna, Alessandro Visintainer)
10. La memoria (Irene Menna, Alessandro Visintainer)
11. Sono felice (Maria Elena Rosati/Lorenzo Tozzi)
12. Mettici la salsa (Francesca Negri/Stefano Fumagalli, Federica Spreafico)
13. Come i pesci, gli elefanti e le tigri (Takagi & Ketra, Tommaso Paradiso)

### Volume 17 - Edizione 2020
1. Cha cha cha del gatto nella scatola (Davide Capotorto, Alessandro Augusto Fusaro)
2. Pappappero (Maria Elena Rosati, Lorenzo Tozzi, Valerio Baggio)
3. Il serpente balbuziente (Flavio Careddu/Alessandro Visintainer)
4. Il bambino e il mare (Fabrizio Bove/Alessandro Casadei, Francesco Itri Tardi)
5. Come le formiche (Franco Fasano, Tommaso Fasano)
6. Salutare è salutare (Carmine Spera, Antonio Buldini)
7. Un minuto (Mario Gardini/Stefano Rigamonti)
8. La vacanza ideale (Paolo Belli, Paolo Varoli)
9. Mille scarpe (Mario Gardini/Giuliano Ciabatta)
10. Pippo e la motoretta (Alberto Zeppieri/Victor Daniel)
11. Hai visto mai (Antonio Buldini, Franco Fasano)
12. Discopizza DJ (Andrea Casamento, Gianfranco Grottoli, Andrea Vaschetti)
13. Mozart è stato gestito male (Leonardo Pieraccioni, Tricarico)
14. Custodi del mondo (Simone Cristicchi, Gabriele Ortenzi)
15. Ogni volta che (Siro Merlo)

### Volume 18 - Edizione 2021
1. Superbabbo (Marco Masini, Veronica Rauccio, Emiliano Cecere)
2. La filastrocca delle vocali (Vincenzo Incenzo/Flavio Premoli)
3. Auto rosa (Duccio Caponi, Dario Lombardi, Marco Vittiglio)
4. Potevo nascere gattino (Lodovico Saccol)
5. Ali di carta (Stefano Rigamonti)
6. Bartolo il barattolo (Carmine Spera, Flavio Careddu/Giuseppe De Rosa)
7. Il ballo del ciuaua (Giovanni Caccamo, Antos Zarrillo Maietta)
8. Ri-cer-ca-to (Alberto Pellai/Paolo D'Errico)
9. Il riccio capriccio (Antonio Buldini, Franco Fasano)
10. Il reggaetonno (Andrea Casamento, Gianfranco Grottoli, Andrea Vaschetti)
11. Clap clap (Mario Gardini/Marco Iardella)
12. NG new generation (Luca Mascini/Valerio Baggio, Walter Buonanno)
13. Una pancia (Valentina Farinaccio/Antonio Iammarino)
14. Ci sarà un po' di voi (Maria Francesca Polli/Claudio Baglioni)

### Volume 19 - Edizione 2022
1. Giovanissimo papà (Antonio Iammarino, Luca Medici)
2. Ci vuole pazienza (Carmine Spera, Flavio Careddu/Valerio Baggio)
3. Zanzara (Luca Angelosanti/Francesco Morettini)
4. L'acciuga raffreddata (Antonio Buldini, Franco Fasano)
5. L'orso col ghiacciolo (Mario Gardini/Giuseppe De Rosa)
6. Mettiamo su la band (Davide Capotorto, Roberto Palmitesta/Alessandro Augusto Fusaro, Giuseppe Carlo Biasi)
7. Mambo ribambo (Gianfranco Grottoli, Andrea Vaschetti, Andrea Casamento)
8. Il maglione (Cesareo, Filippo Pascuzzi)
9. Il panda con le ali (Virginio, Daniele Coro)
10. Gioca con me papà (Enrico Ruggeri)
11. Il mondo alla rovescia (Maurizio Festuccia/Francesco Stillitano)
12. Mille fragole (Massimo Zanotti, Deborah Iurato)
13. La canzone della settimana (Eugenio Cesaro)
14. Come King Kong (Gianluca Giuseppe Servetti, Margherita Vicario)

### Volume 20 - Edizione 2023 - Le Canzoni Animate dell'Avvento
1. Do They know It's Christmas (Bob Geldof)
2. Ninnaneve (Gerardo Attanasio/Giuseppe De Rosa)
3. Se la gente usasse il cuore (Alberto Testa, Tony Renis, Massimo Guantini)
4. We wish you a Merry Christmas (Tradizionale)
5. Ninna nanna di pace (Paolo Guidi, Claudio Farina, Marco Iardella)
6. Una stella a Betlemme (Gianfranco Scancarello, Alessandro Caspoli, Siro Merlo)
7. È natale (Renato Biagioli, Mario Castellacci/Giampaolo Belardinelli, Giancarlo De Matteis, Michele Paulicelli)
8. Scusa gesù ti do del tu (Mauro Coppo, Giulio Libano, Giordano Bruno Martelli)
9. Feliz Navidad (Josè Feliciano)
10. Benedizione a Frate Leone (San Francesco d'Assisi/Siro Merlo)
11. Natale ti aspetta (Angela Senatore/Sandro Comini)
12. W la neve! (Mario Manasse/Marco Mojana)

### Volume 21 - Edizione 2024
1. Gol! L'amicizia fa festa (Francesco Morettini, Luca Angelosanti, Francesco Leombruni)
2. La bugia (Riccardo Capone/Ranier Monaco)
3. L'estate sta iniziando (Stefano Righi, Gianfranco Grottoli, Andrea Vaschetti, Simone Lavezzi, Daniele Mattiuzzi)
4. Il principe Futù (Giulia Luzi, Massimo Zanotti)
5. Un rospo nel bosco (Andrea Mingardi, Sandro Comini)
6. Il magico viaggio di Marco Polo (Mario Gardini/Red Canzian)
7. Nonna rock (Carmine Spera, Lodovico Saccol)
8. Il leone piagnone (Enrico Galiano/Sergio Cossu)
9. Coccodance (Piero Romitelli, Emilio Munda)
10. Diventare un albero (Rebecca Pecoriello, Nicola Marotta, Luca Argentero, Stefano Francioni)
11. Coccinella sfortunella (Valentina Ambrosio)
12. Jingle Band (Sara Casali, Alessio Zini/Alessandro Fava, Max Elias Kleinschmidt, Gianvito Vizzi)
13. Per un pezzetto di terra (Irene Menna/Giuseppe De Rosa)
14. Animal School (Massimo Mazzoni/Giancarlo Di Maria)
15. Zum Zum Zum (Antonio Amurri/Bruno Canfora, Sandro Comini)

## esterni
- (EN) I cartoni dello Zecchino d'Oro, su IMDb, IMDb.com.
- Sito ufficiale dell'Antoniano, pagina sulla serie, su antoniano.it.
- Canale YouTube ufficiale, su youtube.com.